# Edwin Mellen Press
The Edwin Mellen Press ist ein Fachverlag mit Sitz in Lewiston, Vereinigte Staaten von Amerika. Der Verlag wurde 1972 von Herbert Richardson in Toronto gegründet und veröffentlicht hauptsächlich Werke aus dem Bereich der Geistes- und Sozialwissenschaften.

## Geschichte
Die Ursprünge von The Edwin Mellen Press gehen auf die langjährige Verlagstradition in der Familie des Gründers Herbert Richardson zurück. Bereits im 19. Jahrhundert war Isaac Adams, ein Vorfahr Richardsons, ein bedeutender Innovator im Buchdruck und entwickelte die sogenannte Adams Power Press, die zu den wichtigsten Drucktechnologien des 19. Jahrhunderts zählte.
Richardson gründete den Verlag 1972 in Toronto als nicht subventionierten akademischen Verlag. Ziel war es, wissenschaftliche Arbeiten zu veröffentlichen, die bei traditionellen Verlagen schwer unterzubringen waren. Bereits 1979 wurde der Hauptsitz des Unternehmens nach Lewiston, New York, verlegt. 1985 etablierte sich der Verlag als führender Anbieter von Publikationen zu kontroversen Themen wie der Soziologie neuer Religionen.
Im Jahr 1977 eröffnete der Verlag sein erstes US-amerikanisches Büro in Fredericksburg, Virginia, und setzte damit den Grundstein für seine Expansion. Ein weiterer wichtiger Meilenstein war 1985, als der Verlag führend in der Veröffentlichung von Büchern zu afrikanischen Studien wurde, insbesondere von nicht-weißen Wissenschaftlern. Dies stärkte seine Position als bedeutender akademischer Verlag in diesem Bereich.
1997 veröffentlichte The Edwin Mellen Press die 126-bändigen Transkripte der Tokyo War Crimes Trials, ein monumentales Projekt, das als wichtige Quelle für historische und juristische Forschung gilt. Im Jahr 2009 erweiterte der Verlag sein Angebot durch die Einrichtung eines Kunst- und Poesiezentrums, das die öffentliche Aufführung von Werken der Mellen Poetry Press unterstützt. Diese Initiativen unterstreichen die Vielfalt und das Engagement des Verlags, außergewöhnliche Themen und künstlerische Werke zu fördern.
Heute ist The Edwin Mellen Press für seine hochwertigen, bibliothekstauglichen Buchbindungen und die Veröffentlichung von Werken in verschiedenen Sprachen, darunter Deutsch, Französisch und Russisch, bekannt.

## Kontroversen
Im Februar 2013 wurde bekannt, dass der Verlag einen Bibliothekar der McMaster University wegen eines verlagskritischen Blogpostings auf Schadenersatz in Millionenhöhe verklagt hat. Der Fall führte zu Debatten über akademische Freiheit und Meinungsäußerung.